# Xavi Múrcia Sànchez
Xavi Múrcia Sànchez (Sabadell, 19 de febrer de 1969) és un cantant català, músic multiinstrumentista, compositor, autor i productor musical. Amb Mirna Vilasís, la seva parella artística, gestiona Discos a mà, que és la productora, discogràfica, empresa i web dels seus tres projectes artístics: Samfaina de Colors, Xavi Múrcia i Mirna Vilasís.
El 1988, Xavi Múrcia i Mirna Vilasís creen Samfaina de Colors, una companyia per a tots els públics que ha esdevingut una peça clau en l'acostament de la música i la poesia de casa nostra als públics infantil i familiar. El 1994, Múrcia i Vilasís creen el grup Tralla. Una proposta genuïna de cançó d'autor basada en el folk i influïda pel jazz, l'ètnic, el clàssic i les noves músiques. Amb Tralla van realitzar prop de 500 concerts als principals festivals del país i van fer diverses gires europees. Els 4 CD de Tralla: Cançons de ronda, Com l'olor de la terra molla, Fruita del temps i El comte Arnau, van rebre importants premis. El 1995, Xavi Múrcia i Mirna Vilasís creen el grup La Cobleta de la Selva, cercant la visceralitat i la passió del cant popular català. Amb La Cobleta de la Selva van publicar el CD Cançons d'aquell temps (Actual Records, 1998), i van realitzar més de 300 concerts en circuits de música tradicional, música antiga, noves músiques i músiques del món. El 1998, ambdós músics creen el segell discogràfic Discos a Mà, per editar els seus treballs. Discos a Mà, és també la productora, empresa fiscal i web dels seus tres projectes artístics: Samfaina de Colors, Xavi Múrcia i Mirna Vilasís.
Xavi Múrcia, debutà en solitari l'any 2010 amb Electrocançó (discos a mà, 2009), un àlbum de caràcter marcadament introspectiu i un decidit acostament al folk-rock en la seva vessant més crua i visceral. Dos anys més tard produeix A contrapeu (discos a mà, 2012), un retorn a les arrels tradicionals sense deixar de banda el vessant rocker. El 2014 va musicar tretze textos originals del poeta sota el títol de A través de Vinyoli (discos a mà, 2014). El projecte es va presentar el gener de 2018 a l'escenari d'El Born Centre Cultural. El CD A través de Vinyoli va ser distribuït arreu del país pel diari Ara.

## Discografia[9]

### Xavi Múrcia[calcitació]
- Electrocançó (discos a mà, 2009)
- A contrapeu (discos a mà, 2012)
- A través de Vinyoli (discos a mà, 2014)

### Samfaina de Colors
- Els cistells de la Caputxeta (discos a mà, 2018)
- Els tres porquets es caguen de por (discos a mà, 2016)
- Càpsules (discos a mà, 2012)
- Cançons de Bressol (edicions 62) de Carme Riera i Samfaina de Colors
- De bracet (discos a mà, 2009)
- Nou pometes té el cançoner (discos a mà, 2003)
- Ralet, ralet (discos a mà, 2001)
- Convit a la festa (PDI, 1994)

### Tralla
- El fill de la terra. El comte Arnau (discos a mà, 2003) de Tralla i l'Esbart Sant Martí
- Fruita del temps (discos a mà, 2001)
- Com l'olor de la terra molla (Actual Records, 1997)
- Cançons de ronda (Actual Records, 1995)

### La Cobleta de la Selva
- Cançons d'aquell temps (Actual Records, 1998)

### Mirna i Xavi Múrcia
- Aigua (discos a mà, 2010) de Mirna i Xavi Múrcia i l'Esbart Marboleny